# Interlands Iraaks voetbalelftal 2020-2029
Deze pagina toont een chronologisch en gedetailleerd overzicht van de interlands die het Iraaks voetbalelftal speelt en heeft gespeeld in de periode 2020 – 2029.

## Interlands

### 2020
|                                                                    |          |       |      |                                                                               |
| 12 november Vriendschappelijk «onderlinge duels» 19:00 uur (UTC+4) | Jordanië | 0 – 0 | Irak | The Sevens Stadium, Dubai Toeschouwers: 0 Scheidsrechter: Adel Al Naqbi (VAE) |
| 12 november Vriendschappelijk «onderlinge duels» 19:00 uur (UTC+4) |          |       |      | The Sevens Stadium, Dubai Toeschouwers: 0 Scheidsrechter: Adel Al Naqbi (VAE) |

|                                                                    |                                |       |                                             |                                                                               |
| 17 november Vriendschappelijk «onderlinge duels» 18:00 uur (UTC+4) | Oezbekistan                    | 1 – 2 | Irak                                        | The Sevens Stadium, Dubai Toeschouwers: 0 Scheidsrechter: Adel Al Naqbi (VAE) |
| 17 november Vriendschappelijk «onderlinge duels» 18:00 uur (UTC+4) | Dostonbek Chamdamov 39' (pen.) |       | 64' Mohanad Ali 85' (pen.) Ali Adnan Kadhim | The Sevens Stadium, Dubai Toeschouwers: 0 Scheidsrechter: Adel Al Naqbi (VAE) |

### 2021
|                                                                   |        |       |      |                                                                         |
| 12 januari Vriendschappelijk «onderlinge duels» 19:30 uur (UTC+4) | V.A.E. | 0 – 0 | Irak | Zabeelstadion, Dubai Toeschouwers: 0 Scheidsrechter: Ahmed Al-Kaf (OMA) |
| 12 januari Vriendschappelijk «onderlinge duels» 19:30 uur (UTC+4) |        |       |      | Zabeelstadion, Dubai Toeschouwers: 0 Scheidsrechter: Ahmed Al-Kaf (OMA) |

|                                                                   |                                                     |       |                    |                                                                               |
| 27 januari Vriendschappelijk «onderlinge duels» 18:00 uur (UTC+3) | Irak                                                | 2 – 1 | Koeweit            | Basra Internationaal Stadion, Basra Scheidsrechter: Salman Ahmad Falahi (QAT) |
| 27 januari Vriendschappelijk «onderlinge duels» 18:00 uur (UTC+3) | Mohammed Dawood Yaseen 79' Aymen Hussein 89' (pen.) |       | 22' Eid Al Rashidi | Basra Internationaal Stadion, Basra Scheidsrechter: Salman Ahmad Falahi (QAT) |

|                                                                 |             |                  |      |                                                                                         |
| 29 maart Vriendschappelijk «onderlinge duels» 18:00 uur (UTC+5) | Oezbekistan | 0 – 1            | Irak | Bunjodkorstadion, Tasjkent Toeschouwers: 18.132 Scheidsrechter: Nurzat Askat Uulu (KGZ) |
| 29 maart Vriendschappelijk «onderlinge duels» 18:00 uur (UTC+5) |             | 56' Sherko Karim |      | Bunjodkorstadion, Tasjkent Toeschouwers: 18.132 Scheidsrechter: Nurzat Askat Uulu (KGZ) |

|                                                               |      |       |              |                                                                             |
| 24 mei Vriendschappelijk «onderlinge duels» 19:30 uur (UTC+3) | Irak | 0 – 0 | Tadzjikistan | Al Fayhaastadion, Basra Toeschouwers: 0 Scheidsrechter: Ismaeel Habib (BHR) |
| 24 mei Vriendschappelijk «onderlinge duels» 19:30 uur (UTC+3) |      |       |              | Al Fayhaastadion, Basra Toeschouwers: 0 Scheidsrechter: Ismaeel Habib (BHR) |

|                                                               | |       |                                 |                                                                             |
| 29 mei Vriendschappelijk «onderlinge duels» 19:30 uur (UTC+3) | Irak | 6 – 2 | Nepal                           | Al Fayhaastadion, Basra Toeschouwers: 0 Scheidsrechter: Saed Khalefah (KUW) |
| 29 mei Vriendschappelijk «onderlinge duels» 19:30 uur (UTC+3) | Alaa Abdul-Zahra 7' Mohammed Abdul-Zahra 39' Aymen Hussein 40' Aymen Hussein 45+1' Mohanad Ali 67' Sajad Jassim 75' |       | 8' Anjan Bista 29' Manish Dangi | Al Fayhaastadion, Basra Toeschouwers: 0 Scheidsrechter: Saed Khalefah (KUW) |

|                                                                               |                                                                              |       |                 |                                                                                                |
| 7 juni WK 2022 kwalificatie Tweede ronde «onderlinge duels» 17:30 uur (UTC+3) | Irak                                                                         | 4 – 1 | Cambodja        | Al Muharraqstadion, Muharraq (Bahrein) Toeschouwers: 0 Scheidsrechter: Yaqoob Abdul Baki (OMA) |
| 7 juni WK 2022 kwalificatie Tweede ronde «onderlinge duels» 17:30 uur (UTC+3) | Mohanad Ali 1' Bashar Resan 23' Ali Adnan Kadhim 27' (pen.) Safaa Hadi 90+3' |       | 55' Soeuy Visal | Al Muharraqstadion, Muharraq (Bahrein) Toeschouwers: 0 Scheidsrechter: Yaqoob Abdul Baki (OMA) |

|                                                                                |          |                         |      |                                                                                              |
| 11 juni WK 2022 kwalificatie Tweede ronde «onderlinge duels» 19:30 uur (UTC+3) | Hongkong | 0 – 1                   | Irak | Al Muharraqstadion, Muharraq (Bahrein) Toeschouwers: 0 Scheidsrechter: Hiroyuki Kimura (JPN) |
| 11 juni WK 2022 kwalificatie Tweede ronde «onderlinge duels» 19:30 uur (UTC+3) |          | 11' (e.d.) Fung Hing Wa |      | Al Muharraqstadion, Muharraq (Bahrein) Toeschouwers: 0 Scheidsrechter: Hiroyuki Kimura (JPN) |

|                                                                                |                   |       |      |                                                                                              |
| 15 juni WK 2022 kwalificatie Tweede ronde «onderlinge duels» 19:30 uur (UTC+3) | Iran              | 1 – 0 | Irak | Al Muharraqstadion, Muharraq (Bahrein) Toeschouwers: 0 Scheidsrechter: Ilgiz Tantasjev (UZB) |
| 15 juni WK 2022 kwalificatie Tweede ronde «onderlinge duels» 19:30 uur (UTC+3) | Sardar Azmoun 35' |       |      | Al Muharraqstadion, Muharraq (Bahrein) Toeschouwers: 0 Scheidsrechter: Ilgiz Tantasjev (UZB) |

|                                                                                   |            |       |      |                                                                                     |
| 2 september WK 2022 kwalificatie Derde ronde «onderlinge duels» 20:00 uur (UTC+9) | Zuid-Korea | 0 – 0 | Irak | Seoul World Cupstadion, Seoel Toeschouwers: 0 Scheidsrechter: Nawaf Shukralla (BHR) |
| 2 september WK 2022 kwalificatie Derde ronde «onderlinge duels» 20:00 uur (UTC+9) |            |       |      | Seoul World Cupstadion, Seoel Toeschouwers: 0 Scheidsrechter: Nawaf Shukralla (BHR) |

|                                                                                   |      |                                                            |      |                                                                                            |
| 7 september WK 2022 kwalificatie Derde ronde «onderlinge duels» 21:00 uur (UTC+3) | Irak | 0 – 3                                                      | Iran | Khalifa Internationaal Stadion, Doha (Qatar) Toeschouwers: 0 Scheidsrechter: Ma Ning (CHN) |
| 7 september WK 2022 kwalificatie Derde ronde «onderlinge duels» 21:00 uur (UTC+3) |      | 3' Alireza Jahanbakhsh 69' Mehdi Taremi 90' Ali Gholizadeh |      | Khalifa Internationaal Stadion, Doha (Qatar) Toeschouwers: 0 Scheidsrechter: Ma Ning (CHN) |

|                                                                                 |      |       |         | |
| 7 oktober WK 2022 kwalificatie Derde ronde «onderlinge duels» 17:30 uur (UTC+3) | Irak | 0 – 0 | Libanon | Khalifa Internationaal Stadion, Doha (Qatar) Toeschouwers: 0 Scheidsrechter: Turki Al-Khudhayr (KSA) |
| 7 oktober WK 2022 kwalificatie Derde ronde «onderlinge duels» 17:30 uur (UTC+3) |      |       |         | Khalifa Internationaal Stadion, Doha (Qatar) Toeschouwers: 0 Scheidsrechter: Turki Al-Khudhayr (KSA) |

|                                                                                  |                                    |       |                                                |                                                                           |
| 12 oktober WK 2022 kwalificatie Derde ronde «onderlinge duels» 20:45 uur (UTC+4) | V.A.E.                             | 2 – 2 | Irak                                           | Zabeelstadion, Dubai Toeschouwers: 2.820 Scheidsrechter: Ryuji Sato (JPN) |
| 12 oktober WK 2022 kwalificatie Derde ronde «onderlinge duels» 20:45 uur (UTC+4) | Caio Canedo 33' Ali Mabkhout 90+4' |       | 74' (e.d.) Mohammed Al-Attas 89' Aymen Hussein | Zabeelstadion, Dubai Toeschouwers: 2.820 Scheidsrechter: Ryuji Sato (JPN) |

|                                                                                   |                           |       |                   | |
| 11 november WK 2022 kwalificatie Derde ronde «onderlinge duels» 20:00 uur (UTC+3) | Irak                      | 1 – 1 | Syrië             | Khalifa Internationaal Stadion, Doha (Qatar) Toeschouwers: 50 Scheidsrechter: Nawaf Shukralla (BHR) |
| 11 november WK 2022 kwalificatie Derde ronde «onderlinge duels» 20:00 uur (UTC+3) | Amir Al-Ammari 86' (pen.) |       | 79' Omar Al Somah | Khalifa Internationaal Stadion, Doha (Qatar) Toeschouwers: 50 Scheidsrechter: Nawaf Shukralla (BHR) |

|                                                                                   |      |                                                               |            | |
| 16 november WK 2022 kwalificatie Derde ronde «onderlinge duels» 18:00 uur (UTC+3) | Irak | 0 – 3                                                         | Zuid-Korea | Khalifa Internationaal Stadion, Doha (Qatar) Toeschouwers: 0 Scheidsrechter: Ilgiz Tantasjev (UZB) |
| 16 november WK 2022 kwalificatie Derde ronde «onderlinge duels» 18:00 uur (UTC+3) |      | 33' Lee Jae-sung 74' (pen.) Son Heung-min 79' Jeong Woo-yeong |            | Khalifa Internationaal Stadion, Doha (Qatar) Toeschouwers: 0 Scheidsrechter: Ilgiz Tantasjev (UZB) |

| FIFA Arab Cup 2021 |
| ------------------ |

|                                                                   |                                |       |                              | |
| 30 november Arab Cup Groep A «onderlinge duels» 16:00 uur (UTC+3) | Irak                           | 1 – 1 | Oman                         | Al Janoubstadion, Al Wakrah Toeschouwers: 1.576 Scheidsrechter: Said Martínez (HON) Video-assistent: Jair Marrufo (USA) |
| 30 november Arab Cup Groep A «onderlinge duels» 16:00 uur (UTC+3) | Hasan Abdulkareem 90+8' (pen.) |       | 78' (pen.) Salaah Al-Yahyaei | Al Janoubstadion, Al Wakrah Toeschouwers: 1.576 Scheidsrechter: Said Martínez (HON) Video-assistent: Jair Marrufo (USA) |

|                                                                  |         |       |      | |
| 3 december Arab Cup Groep A «onderlinge duels» 13:00 uur (UTC+3) | Bahrein | 0 – 0 | Irak | Al Thumamastadion, Doha Toeschouwers: 2.576 Scheidsrechter: Janny Sikazwe (ZAM) Video-assistent: Redouane Jiyed (MAR) |
| 3 december Arab Cup Groep A «onderlinge duels» 13:00 uur (UTC+3) |         |       |      | Al Thumamastadion, Doha Toeschouwers: 2.576 Scheidsrechter: Janny Sikazwe (ZAM) Video-assistent: Redouane Jiyed (MAR) |

|                                                                  |                                                      |       |      | |
| 6 december Arab Cup Groep A «onderlinge duels» 22:00 uur (UTC+3) | Qatar                                                | 3 – 0 | Irak | Al Baytstadion, Al Khawr Toeschouwers: 23.008 Scheidsrechter: Bakary Gassama (GAM) Video-assistent: Shaun Evans (AUS) |
| 6 december Arab Cup Groep A «onderlinge duels» 22:00 uur (UTC+3) | Almoez Ali 82' Akram Afif 84' Hassan Al-Haidos 90+4' |       |      | Al Baytstadion, Al Khawr Toeschouwers: 23.008 Scheidsrechter: Bakary Gassama (GAM) Video-assistent: Shaun Evans (AUS) |

|  |  |  |  |  |  |  |  |  |

### 2022
|                                                                   |                |       |         |                                                                                    |
| 21 januari Vriendschappelijk «onderlinge duels» 18:00 uur (UTC+3) | Irak           | 1 – 0 | Oeganda | Al-Shohadastadion, Bagdad Toeschouwers: 20.000 Scheidsrechter: Saed Khalefah (KUW) |
| 21 januari Vriendschappelijk «onderlinge duels» 18:00 uur (UTC+3) | Alaa Abbas 17' |       |         | Al-Shohadastadion, Bagdad Toeschouwers: 20.000 Scheidsrechter: Saed Khalefah (KUW) |

|                                                                                     |                  |       |      |                                                                             |
| 27 januari WK 2022 kwalificatie Derde ronde «onderlinge duels» 18:00 uur (UTC+3:30) | Iran             | 1 – 0 | Irak | Azadistadion, Teheran Toeschouwers: 9.354 Scheidsrechter: Chris Beath (AUS) |
| 27 januari WK 2022 kwalificatie Derde ronde «onderlinge duels» 18:00 uur (UTC+3:30) | Mehdi Taremi 48' |       |      | Azadistadion, Teheran Toeschouwers: 9.354 Scheidsrechter: Chris Beath (AUS) |

|                                                                                  |                   |       |                   |                                                                                            |
| 1 februari WK 2022 kwalificatie Derde ronde «onderlinge duels» 14:00 uur (UTC+2) | Libanon           | 1 – 1 | Irak              | Gemeentelijk Saidastadion, Sidon Toeschouwers: 6.341 Scheidsrechter: Adham Machadmeh (JOR) |
| 1 februari WK 2022 kwalificatie Derde ronde «onderlinge duels» 14:00 uur (UTC+2) | Maher Sabra 45+2' |       | 39' Aymen Hussein | Gemeentelijk Saidastadion, Sidon Toeschouwers: 6.341 Scheidsrechter: Adham Machadmeh (JOR) |

|                                                                 |                                                                       |       |                       |                                                                                         |
| 18 maart Vriendschappelijk «onderlinge duels» 20:00 uur (UTC+3) | Irak                                                                  | 3 – 1 | Zambia                | Al-Shohadastadion, Bagdad Toeschouwers: 25.237 Scheidsrechter: Yousif Saeed Hasan (IRQ) |
| 18 maart Vriendschappelijk «onderlinge duels» 20:00 uur (UTC+3) | Dhurgham Ismail 10' (pen.) Ahmed Ibrahim Khalaf 23' Aymen Hussein 78' |       | 29' (e.d.) Said Natiq | Al-Shohadastadion, Bagdad Toeschouwers: 25.237 Scheidsrechter: Yousif Saeed Hasan (IRQ) |

|                                                                                |                          |       |        |                                                                                             |
| 24 maart WK 2022 kwalificatie Derde ronde «onderlinge duels» 20:00 uur (UTC+3) | Irak                     | 1 – 0 | V.A.E. | Koning Fahdstadion, Riyad (Saoedi-Arabië) Toeschouwers: 1.320 Scheidsrechter: Ma Ning (CHN) |
| 24 maart WK 2022 kwalificatie Derde ronde «onderlinge duels» 20:00 uur (UTC+3) | Hussein Ali Al-Saedi 53' |       |        | Koning Fahdstadion, Riyad (Saoedi-Arabië) Toeschouwers: 1.320 Scheidsrechter: Ma Ning (CHN) |

|                                                                                |                 |       |                   |                                                                                       |
| 29 maart WK 2022 kwalificatie Derde ronde «onderlinge duels» 17:45 uur (UTC+4) | Syrië           | 1 – 1 | Irak              | Al-Rashidstadion, Dubai (V.A.E.) Toeschouwers: 3.710 Scheidsrechter: Ryuji Sato (JPN) |
| 29 maart WK 2022 kwalificatie Derde ronde «onderlinge duels» 17:45 uur (UTC+4) | Alaa Al Dali 3' |       | 31' Aymen Hussein | Al-Rashidstadion, Dubai (V.A.E.) Toeschouwers: 3.710 Scheidsrechter: Ryuji Sato (JPN) |

|                                                                     |                   |       |                   |                                                                                         |
| 23 september Vriendschappelijk «onderlinge duels» 18:00 uur (UTC+3) | Irak              | 1 – 1 | Oman              | Koning Abdoellah II-stadion, Amman Toeschouwers: 500 Scheidsrechter: Mohamad Issa (LIB) |
| 23 september Vriendschappelijk «onderlinge duels» 18:00 uur (UTC+3) | Aymen Hussein 85' |       | 82' Omar Al Malki | Koning Abdoellah II-stadion, Amman Toeschouwers: 500 Scheidsrechter: Mohamad Issa (LIB) |
| 23 september Vriendschappelijk «onderlinge duels» 18:00 uur (UTC+3) | Strafschoppen     |       |                   | Koning Abdoellah II-stadion, Amman Toeschouwers: 500 Scheidsrechter: Mohamad Issa (LIB) |
| 23 september Vriendschappelijk «onderlinge duels» 18:00 uur (UTC+3) | 4 – 5             |       |                   | Koning Abdoellah II-stadion, Amman Toeschouwers: 500 Scheidsrechter: Mohamad Issa (LIB) |

|                                                                     |                   |       |       |                                                                       |
| 26 september Vriendschappelijk «onderlinge duels» 18:00 uur (UTC+3) | Irak              | 1 – 0 | Syrië | Amman International Stadium, Amman Scheidsrechter: Ahmed Al Ali (JOR) |
| 26 september Vriendschappelijk «onderlinge duels» 18:00 uur (UTC+3) | Aymen Hussein 30' |       |       | Amman International Stadium, Amman Scheidsrechter: Ahmed Al Ali (JOR) |

|                                                                   |                                                                             |       |      |                                                                                   |
| 9 november Vriendschappelijk «onderlinge duels» 21:00 uur (UTC+1) | Mexico                                                                      | 4 – 0 | Irak | Estadi Montilivi, Girona Toeschouwers: 500 Scheidsrechter: Guillermo Cuadra (ESP) |
| 9 november Vriendschappelijk «onderlinge duels» 21:00 uur (UTC+1) | Alexis Vega 4' Rogelio Funes Mori 48' Jesús Gallardo 67' Uriel Antuna 90+2' |       |      | Estadi Montilivi, Girona Toeschouwers: 500 Scheidsrechter: Guillermo Cuadra (ESP) |

|                                                                    |         |       |      |                                                                                          |
| 12 november Vriendschappelijk «onderlinge duels» 18:30 uur (UTC+1) | Ecuador | 0 – 0 | Irak | Estadio Metropolitano, Madrid Toeschouwers: 35.000 Scheidsrechter: Gustavo Correia (POR) |
| 12 november Vriendschappelijk «onderlinge duels» 18:30 uur (UTC+1) |         |       |      | Estadio Metropolitano, Madrid Toeschouwers: 35.000 Scheidsrechter: Gustavo Correia (POR) |

|                                                 |      |          |            |                                     |
| 17 november Vriendschappelijk 17:00 uur (UTC+3) | Irak | Afgelast | Costa Rica | Basra Internationaal Stadion, Basra |
| 17 november Vriendschappelijk 17:00 uur (UTC+3) |      |          |            | Basra Internationaal Stadion, Basra |

|                                                                    |             |       |         |                                                                                                   |
| 30 december Vriendschappelijk «onderlinge duels» 15:00 uur (UTC+3) | Irak        | 1 – 0 | Koeweit | Al-Minaa Olympisch Stadion, Basra Toeschouwers: 21.452 Scheidsrechter: Zaid Thamer Mohammed (IRQ) |
| 30 december Vriendschappelijk «onderlinge duels» 15:00 uur (UTC+3) | Ali Faez 9' |       |         | Al-Minaa Olympisch Stadion, Basra Toeschouwers: 21.452 Scheidsrechter: Zaid Thamer Mohammed (IRQ) |

### 2023
| Golf Cup of Nations 2023 |
| ------------------------ |

|                                                                 |      |       |      | |
| 6 januari Golf Cup Groep A «onderlinge duels» 19:00 uur (UTC+3) | Irak | 0 – 0 | Oman | Basra Internationaal Stadion, Basra Toeschouwers: 72.865 Scheidsrechter: István Kovács (ROU) Video-assistent: Redouane Jiyed (MAR) |
| 6 januari Golf Cup Groep A «onderlinge duels» 19:00 uur (UTC+3) |      |       |      | Basra Internationaal Stadion, Basra Toeschouwers: 72.865 Scheidsrechter: István Kovács (ROU) Video-assistent: Redouane Jiyed (MAR) |

|                                                                 |               |                                   |      | |
| 9 januari Golf Cup Groep A «onderlinge duels» 19:15 uur (UTC+3) | Saoedi-Arabië | 0 – 2                             | Irak | Basra Internationaal Stadion, Basra Toeschouwers: 65.155 Scheidsrechter: Adel Al Naqbi (VAE) Video-assistent: Abdulla Al-Marri (QAT) |
| 9 januari Golf Cup Groep A «onderlinge duels» 19:15 uur (UTC+3) |               | 30' Ibrahim Bayesh 86' Aso Rostam |      | Basra Internationaal Stadion, Basra Toeschouwers: 65.155 Scheidsrechter: Adel Al Naqbi (VAE) Video-assistent: Abdulla Al-Marri (QAT) |

|                                                                  | |       |       | |
| 12 januari Golf Cup Groep A «onderlinge duels» 18:00 uur (UTC+3) | Irak | 5 – 0 | Jemen | Basra Internationaal Stadion, Basra Scheidsrechter: Ilgiz Tantasjev (UZB) Video-assistent: Abdulla Al-Marri (QAT) |
| 12 januari Golf Cup Groep A «onderlinge duels» 18:00 uur (UTC+3) | Mustafa Nadhim 40' Amjad Attwan 64' Aymen Hussein 74' (pen.) Aymen Hussein 75' Hussein Ali Al-Saedi 88' |       |       | Basra Internationaal Stadion, Basra Scheidsrechter: Ilgiz Tantasjev (UZB) Video-assistent: Abdulla Al-Marri (QAT) |

|                                                                       |                                      |       |                |                                                                                                  |
| 16 januari Golf Cup Halve finale «onderlinge duels» 16:15 uur (UTC+3) | Irak                                 | 2 – 1 | Qatar          | Basra Internationaal Stadion, Basra Scheidsrechter: Ma Ning (CHN) Video-assistent: Fu Ming (CHN) |
| 16 januari Golf Cup Halve finale «onderlinge duels» 16:15 uur (UTC+3) | Ibrahim Bayesh 19' Aymen Hussein 43' |       | 28' Amro Surag | Basra Internationaal Stadion, Basra Scheidsrechter: Ma Ning (CHN) Video-assistent: Fu Ming (CHN) |

|                                                                 |                                                                 |              |                                                    | |
| 19 januari Golf Cup Finale «onderlinge duels» 19:00 uur (UTC+3) | Irak                                                            | 3 – 2 (n.v.) | Oman                                               | Basra Internationaal Stadion, Basra Toeschouwers: 64.570 Scheidsrechter: István Kovács (ROU) Video-assistent: Jérémie Pignard (FRA) |
| 19 januari Golf Cup Finale «onderlinge duels» 19:00 uur (UTC+3) | Ibrahim Bayesh 24' Amjad Attwan 116' (pen.) Manaf Younis 120+2' |              | 90+10' (pen.) Salaah Al-Yahyaei 119' Omar Al-Malki | Basra Internationaal Stadion, Basra Toeschouwers: 64.570 Scheidsrechter: István Kovács (ROU) Video-assistent: Jérémie Pignard (FRA) |

|  |  |  |  |  |  |  |  |  |

|                                                                 |                                           |       |      |                                                                                                   |
| 26 maart Vriendschappelijk «onderlinge duels» 18:00 uur (UTC+3) | Rusland                                   | 2 – 0 | Irak | Krestovskistadion, Sint-Petersburg Toeschouwers: 23.818 Scheidsrechter: Achrol Riskoellajev (UZB) |
| 26 maart Vriendschappelijk «onderlinge duels» 18:00 uur (UTC+3) | Anton Mirantsjoek 50' Sergej Pinjajev 58' |       |      | Krestovskistadion, Sint-Petersburg Toeschouwers: 23.818 Scheidsrechter: Achrol Riskoellajev (UZB) |

|                                                                |                     |       |      |                                                                                       |
| 16 juni Vriendschappelijk «onderlinge duels» 21:00 uur (UTC+2) | Colombia            | 1 – 0 | Irak | Estadio Mestalla, Valencia Toeschouwers: 14.000 Scheidsrechter: Miguel Nogueira (POR) |
| 16 juni Vriendschappelijk «onderlinge duels» 21:00 uur (UTC+2) | Mateo Cassierra 76' |       |      | Estadio Mestalla, Valencia Toeschouwers: 14.000 Scheidsrechter: Miguel Nogueira (POR) |

|                                                                    |                                                                                 |       |                                                                            |                                                                                                |
| 7 september Vriendschappelijk «onderlinge duels» 17:30 uur (UTC+7) | Irak                                                                            | 2 – 2 | India                                                                      | 700th Anniversary Stadium, Chiang Mai Toeschouwers: 2.884 Scheidsrechter: Wiwat Jumpaoon (THA) |
| 7 september Vriendschappelijk «onderlinge duels» 17:30 uur (UTC+7) | Ali Al-Hamadi 28' (pen.) Aymen Hussein 80' (pen.)                               |       | 17' Naorem Mahesh Singh 51' (e.d.) Jalal Hassan                            | 700th Anniversary Stadium, Chiang Mai Toeschouwers: 2.884 Scheidsrechter: Wiwat Jumpaoon (THA) |
| 7 september Vriendschappelijk «onderlinge duels» 17:30 uur (UTC+7) | Strafschoppen                                                                   |       |                                                                            | 700th Anniversary Stadium, Chiang Mai Toeschouwers: 2.884 Scheidsrechter: Wiwat Jumpaoon (THA) |
| 7 september Vriendschappelijk «onderlinge duels» 17:30 uur (UTC+7) | Merchas Doski Ali Adnan Kadhim Hussein Ali Al-Saedi Amin Al-Hamawi Bashar Resan | 5 – 4 | Brandon Fernandes Sandesh Jhingan Suresh Singh Wangjam Anwar Ali Rahim Ali | 700th Anniversary Stadium, Chiang Mai Toeschouwers: 2.884 Scheidsrechter: Wiwat Jumpaoon (THA) |

|                                                                     | |       |                                                                        |                                                                                              |
| 10 september Vriendschappelijk «onderlinge duels» 20:30 uur (UTC+7) | Thailand                                                                                           | 2 – 2 | Irak                                                                   | 700th Anniversary Stadium, Chiang Mai Toeschouwers: 16.543 Scheidsrechter: Kim Hee-gon (KOR) |
| 10 september Vriendschappelijk «onderlinge duels» 20:30 uur (UTC+7) | Nicholas Mickelson 37' Bordin Phala 82'                                                            |       | 6' Aymen Hussein 65' Amjad Attwan                                      | 700th Anniversary Stadium, Chiang Mai Toeschouwers: 16.543 Scheidsrechter: Kim Hee-gon (KOR) |
| 10 september Vriendschappelijk «onderlinge duels» 20:30 uur (UTC+7) | Strafschoppen                                                                                      |       |                                                                        | 700th Anniversary Stadium, Chiang Mai Toeschouwers: 16.543 Scheidsrechter: Kim Hee-gon (KOR) |
| 10 september Vriendschappelijk «onderlinge duels» 20:30 uur (UTC+7) | Kritsada Kaman Thitiphan Puangchan Pokklaw Anan Pathompol Charoenrattanapirom Theerathon Bunmathan | 4 – 5 | Pashang Abdulla Merchas Doski Ahmed Farhan Ibrahim Bayesh Amjad Attwan | 700th Anniversary Stadium, Chiang Mai Toeschouwers: 16.543 Scheidsrechter: Kim Hee-gon (KOR) |

|                                                                   | |       | |                                                                          |
| 13 oktober Vriendschappelijk «onderlinge duels» 18:00 uur (UTC+3) | Qatar | 0 – 0 | Irak | Amman International Stadium, Amman Scheidsrechter: Mohammad Arafah (JOR) |
| 13 oktober Vriendschappelijk «onderlinge duels» 18:00 uur (UTC+3) | |       | | Amman International Stadium, Amman Scheidsrechter: Mohammad Arafah (JOR) |
| 13 oktober Vriendschappelijk «onderlinge duels» 18:00 uur (UTC+3) | Strafschoppen |       | | Amman International Stadium, Amman Scheidsrechter: Mohammad Arafah (JOR) |
| 13 oktober Vriendschappelijk «onderlinge duels» 18:00 uur (UTC+3) | Hassan Al-Haidos Ahmed Fatehi Ahmed Alaaeldin Ahmed Suhail Akram Afif Sultan Al Brake Jassem Abdulsallam Moustafa Tarek | 6 – 5 | Merchas Doski Ali Ibrahim Al-Hamadi Mohannad Ali Kadhim Ali Adnan Kadhim Ahmad Allée Amir Al-Ammari Rebin Solaka Bashar Resan Bonyan | Amman International Stadium, Amman Scheidsrechter: Mohammad Arafah (JOR) |

|                                                                   |                                                              |       |                                                                         |                                                                           |
| 16 oktober Vriendschappelijk «onderlinge duels» 17:30 uur (UTC+3) | Jordanië                                                     | 2 – 2 | Irak                                                                    | Amman International Stadium, Amman Scheidsrechter: Faisal Al Balawi (KSA) |
| 16 oktober Vriendschappelijk «onderlinge duels» 17:30 uur (UTC+3) | Yazan Al-Naimat 31' Yazan Al-Naimat 79'                      |       | 70' Aymen Hussein 75' Ali Al-Hamadi                                     | Amman International Stadium, Amman Scheidsrechter: Faisal Al Balawi (KSA) |
| 16 oktober Vriendschappelijk «onderlinge duels» 17:30 uur (UTC+3) | Strafschoppen                                                |       |                                                                         | Amman International Stadium, Amman Scheidsrechter: Faisal Al Balawi (KSA) |
| 16 oktober Vriendschappelijk «onderlinge duels» 17:30 uur (UTC+3) | Mahmoud Al-Mardi Ibrahim Sadeh Nizar Al-Rashdan Ihsan Haddad | 3 – 5 | Merchas Doski Ali Al-Hamadi Ali Adnan Kadhim Aymen Hussein Amjad Attwan | Amman International Stadium, Amman Scheidsrechter: Faisal Al Balawi (KSA) |

|                                                                                    |                                                                                                 |       |                        |                                                                                                   |
| 16 november WK 2026 kwalificatie Tweede ronde «onderlinge duels» 17:45 uur (UTC+3) | Irak                                                                                            | 5 – 1 | Indonesië              | Basra Internationaal Stadion, Basra Toeschouwers: 64.447 Scheidsrechter: Ahmed Eisa Darwish (VAE) |
| 16 november WK 2026 kwalificatie Tweede ronde «onderlinge duels» 17:45 uur (UTC+3) | Bashar Resan 20' Jordi Amat 35' (e.d.) Osama Rashid 60' Youssef Amyn 81' Ibrahim Al-Zubaidi 88' |       | 45+3' Shayne Pattynama | Basra Internationaal Stadion, Basra Toeschouwers: 64.447 Scheidsrechter: Ahmed Eisa Darwish (VAE) |

|                                                                                    |         |                   |      |                                                                                              |
| 21 november WK 2026 kwalificatie Tweede ronde «onderlinge duels» 19:00 uur (UTC+7) | Vietnam | 0 – 1             | Irak | Mỹ Đình Nationaal Stadion, Hanoi Toeschouwers: 20.568 Scheidsrechter: Abdulla Al-Marri (QAT) |
| 21 november WK 2026 kwalificatie Tweede ronde «onderlinge duels» 19:00 uur (UTC+7) |         | 90+7' Mohanad Ali |      | Mỹ Đình Nationaal Stadion, Hanoi Toeschouwers: 20.568 Scheidsrechter: Abdulla Al-Marri (QAT) |

### 2024
|                                                                  |      |                  |            |                                                                                                |
| 6 januari Vriendschappelijk «onderlinge duels» 17:00 uur (UTC+4) | Irak | 0 – 1            | Zuid-Korea | New York Universiteitsstadion, Abu Dhabi Toeschouwers: 100 Scheidsrechter: Yahya Almulla (QAT) |
| 6 januari Vriendschappelijk «onderlinge duels» 17:00 uur (UTC+4) |      | 40' Lee Jae-sung |            | New York Universiteitsstadion, Abu Dhabi Toeschouwers: 100 Scheidsrechter: Yahya Almulla (QAT) |

| Aziatisch kampioenschap voetbal 2023 |
| ------------------------------------ |

|                                                                       |                        |       |                                                      | |
| 15 januari Azië Cup 2023 Groep D «onderlinge duels» 17:30 uur (UTC+3) | Indonesië              | 1 – 3 | Irak                                                 | Ahmed bin Alistadion, Ar Rayyan Toeschouwers: 16.532 Scheidsrechter: Ilgiz Tantasjev (UZB) Video-assistent: Salman Falahi (QAT) |
| 15 januari Azië Cup 2023 Groep D «onderlinge duels» 17:30 uur (UTC+3) | Marselino Ferdinan 37' |       | 17' Mohanad Ali 45+7' Osama Rashid 75' Aymen Hussein | Ahmed bin Alistadion, Ar Rayyan Toeschouwers: 16.532 Scheidsrechter: Ilgiz Tantasjev (UZB) Video-assistent: Salman Falahi (QAT) |

|                                                                       |                                      |       |                   | |
| 19 januari Azië Cup 2023 Groep D «onderlinge duels» 14:30 uur (UTC+3) | Irak                                 | 2 – 1 | Japan             | Education Citystadion, Ar Rayyan Toeschouwers: 38.663 Scheidsrechter: Khalid Al-Turais (KSA) Video-assistent: Khamis Al-Marri (QAT) |
| 19 januari Azië Cup 2023 Groep D «onderlinge duels» 14:30 uur (UTC+3) | Aymen Hussein 5' Aymen Hussein 45+4' |       | 90+3' Wataru Endo | Education Citystadion, Ar Rayyan Toeschouwers: 38.663 Scheidsrechter: Khalid Al-Turais (KSA) Video-assistent: Khamis Al-Marri (QAT) |

|                                                                       |                                                                |       |                                               | |
| 24 januari Azië Cup 2023 Groep D «onderlinge duels» 14:30 uur (UTC+3) | Irak                                                           | 3 – 2 | Vietnam                                       | Jassim Bin Hamadstadion, Doha Toeschouwers: 8.932 Scheidsrechter: Nazmi Nasaruddin (MAS) Video-assistent: Fu Ming (CHN) |
| 24 januari Azië Cup 2023 Groep D «onderlinge duels» 14:30 uur (UTC+3) | Rebin Sulaka 47' Aymen Hussein 73' Aymen Hussein 90+12' (pen.) |       | 42' Bùi Hoàng Việt Anh 90+1' Nguyễn Quang Hải | Jassim Bin Hamadstadion, Doha Toeschouwers: 8.932 Scheidsrechter: Nazmi Nasaruddin (MAS) Video-assistent: Fu Ming (CHN) |

|                                                                              |                                  |       |                                                                  | |
| 29 januari Azië Cup 2023 Achtste finale «onderlinge duels» 14:30 uur (UTC+3) | Irak                             | 2 – 3 | Jordanië                                                         | Khalifa Internationaal Stadion, Ar Rayyan Toeschouwers: 35.814 Scheidsrechter: Alireza Faghani (AUS) Video-assistent: Khamis Al-Marri (QAT) |
| 29 januari Azië Cup 2023 Achtste finale «onderlinge duels» 14:30 uur (UTC+3) | Saad Natiq 68' Aymen Hussein 76' |       | 45+1' Yazan Al-Naimat 90+5' Yazan Al-Arab 90+7' Nizar Al-Rashdan | Khalifa Internationaal Stadion, Ar Rayyan Toeschouwers: 35.814 Scheidsrechter: Alireza Faghani (AUS) Video-assistent: Khamis Al-Marri (QAT) |

|  |  |  |  |  |  |  |  |  |

|                                                                                 |                 |       |            |                                                                                                |
| 21 maart WK 2026 kwalificatie Tweede ronde «onderlinge duels» 22:00 uur (UTC+3) | Irak            | 1 – 0 | Filipijnen | Basra Internationaal Stadion, Basra Toeschouwers: 63.750 Scheidsrechter: Abdullah Jamali (KUW) |
| 21 maart WK 2026 kwalificatie Tweede ronde «onderlinge duels» 22:00 uur (UTC+3) | Mohanad Ali 84' |       |            | Basra Internationaal Stadion, Basra Toeschouwers: 63.750 Scheidsrechter: Abdullah Jamali (KUW) |

|                                                                                 |            |                                                                                          |      |                                                                                             |
| 26 maart WK 2026 kwalificatie Tweede ronde «onderlinge duels» 19:00 uur (UTC+8) | Filipijnen | 0 – 5                                                                                    | Irak | Rizal Memorial Stadium, Manilla Toeschouwers: 10.014 Scheidsrechter: Nazmi Nasaruddin (MAS) |
| 26 maart WK 2026 kwalificatie Tweede ronde «onderlinge duels» 19:00 uur (UTC+8) |            | 14' Aymen Hussein 30' Amir Al-Ammari 36' Aymen Hussein 62' Zidane Iqbal 77' Zaid Tahseen |      | Rizal Memorial Stadium, Manilla Toeschouwers: 10.014 Scheidsrechter: Nazmi Nasaruddin (MAS) |

|                                                                               |           |                                        |      |                                                                                   |
| 6 juni WK 2026 kwalificatie Tweede ronde «onderlinge duels» 16:00 uur (UTC+7) | Indonesië | 0 – 2                                  | Irak | Bung Karnostadion, Jakarta Toeschouwers: 60.245 Scheidsrechter: Shaun Evans (AUS) |
| 6 juni WK 2026 kwalificatie Tweede ronde «onderlinge duels» 16:00 uur (UTC+7) |           | 54' (pen.) Aymen Hussein 88' Ali Jasim |      | Bung Karnostadion, Jakarta Toeschouwers: 60.245 Scheidsrechter: Shaun Evans (AUS) |

|                                                                                |                                                   |       |                   |                                                                                            |
| 11 juni WK 2026 kwalificatie Tweede ronde «onderlinge duels» 21:00 uur (UTC+3) | Irak                                              | 3 – 1 | Vietnam           | Basra Internationaal Stadion, Basra Toeschouwers: 42.791 Scheidsrechter: Omar Al-Ali (VAE) |
| 11 juni WK 2026 kwalificatie Tweede ronde «onderlinge duels» 21:00 uur (UTC+3) | Hussein Ali 12' Ali Jasim 71' Aymen Hussein 90+2' |       | 84' Phạm Tuấn Hải | Basra Internationaal Stadion, Basra Toeschouwers: 42.791 Scheidsrechter: Omar Al-Ali (VAE) |

|                                                                                   |                   |       |      |                                                                                                 |
| 5 september WK 2026 kwalificatie Derde ronde «onderlinge duels» 19:00 uur (UTC+3) | Irak              | 1 – 0 | Oman | Basra Internationaal Stadion, Basra Toeschouwers: 63.720 Scheidsrechter: Khalid Al-Turais (KSA) |
| 5 september WK 2026 kwalificatie Derde ronde «onderlinge duels» 19:00 uur (UTC+3) | Aymen Hussein 13' |       |      | Basra Internationaal Stadion, Basra Toeschouwers: 63.720 Scheidsrechter: Khalid Al-Turais (KSA) |

|                                                                                    |         |       |      | |
| 10 september WK 2026 kwalificatie Derde ronde «onderlinge duels» 21:00 uur (UTC+3) | Koeweit | 0 – 0 | Irak | Internationaal Stadion Jaber al-Ahmad, Koeweit Toeschouwers: 58.000 Scheidsrechter: Hiroyuki Kimura (JPN) |
| 10 september WK 2026 kwalificatie Derde ronde «onderlinge duels» 21:00 uur (UTC+3) |         |       |      | Internationaal Stadion Jaber al-Ahmad, Koeweit Toeschouwers: 58.000 Scheidsrechter: Hiroyuki Kimura (JPN) |

|                                                                                  |                   |       |           |                                                                                              |
| 10 oktober WK 2026 kwalificatie Derde ronde «onderlinge duels» 21:00 uur (UTC+3) | Irak              | 1 – 0 | Palestina | Basra Internationaal Stadion, Basra Toeschouwers: 44.743 Scheidsrechter: Adel Al-Naqbi (VAE) |
| 10 oktober WK 2026 kwalificatie Derde ronde «onderlinge duels» 21:00 uur (UTC+3) | Aymen Hussein 31' |       |           | Basra Internationaal Stadion, Basra Toeschouwers: 44.743 Scheidsrechter: Adel Al-Naqbi (VAE) |

|                                                                                  |                                                 |       |                                        |                                                                                              |
| 15 oktober WK 2026 kwalificatie Derde ronde «onderlinge duels» 20:00 uur (UTC+9) | Zuid-Korea                                      | 3 – 2 | Irak                                   | Seoul World Cupstadion, Seoel Toeschouwers: 35.198 Scheidsrechter: Roestam Loetfoellin (UZB) |
| 15 oktober WK 2026 kwalificatie Derde ronde «onderlinge duels» 20:00 uur (UTC+9) | Oh Se-hun 41' Oh Hyeon-gyu 74' Lee Jae-sung 83' |       | 50' Aymen Hussein 90+5' Ibrahim Bayesh | Seoul World Cupstadion, Seoel Toeschouwers: 35.198 Scheidsrechter: Roestam Loetfoellin (UZB) |

|                                                                                   |      |       |          |                                                                                                  |
| 14 november WK 2026 kwalificatie Derde ronde «onderlinge duels» 19:15 uur (UTC+3) | Irak | 0 – 0 | Jordanië | Basra Internationaal Stadion, Basra Toeschouwers: 65.000 Scheidsrechter: Mohammed Al-Hoish (KSA) |
| 14 november WK 2026 kwalificatie Derde ronde «onderlinge duels» 19:15 uur (UTC+3) |      |       |          | Basra Internationaal Stadion, Basra Toeschouwers: 65.000 Scheidsrechter: Mohammed Al-Hoish (KSA) |

|                                                                                   |      |                  |      |                                                                                             |
| 19 november WK 2026 kwalificatie Derde ronde «onderlinge duels» 20:00 uur (UTC+4) | Oman | 0 – 1            | Irak | Sultan Qaboos Sports Complex, Muscat Toeschouwers: 26.377 Scheidsrechter: Omar Al-Ali (VAE) |
| 19 november WK 2026 kwalificatie Derde ronde «onderlinge duels» 20:00 uur (UTC+4) |      | 36' Youssef Amyn |      | Sultan Qaboos Sports Complex, Muscat Toeschouwers: 26.377 Scheidsrechter: Omar Al-Ali (VAE) |

### 2025
|                                                                                |                                         |       |                                     |                                                                                        |
| 20 maart WK 2026 kwalificatie Derde ronde «onderlinge duels» 21:15 uur (UTC+3) | Irak                                    | 2 – 2 | Koeweit                             | Basra Internationaal Stadion, Basra Toeschouwers: 45.851 Scheidsrechter: Ma Ning (CHN) |
| 20 maart WK 2026 kwalificatie Derde ronde «onderlinge duels» 21:15 uur (UTC+3) | Akam Hashim 90+3' Ibrahim Bayesh 90+11' |       | 39' Yousef Nasser 70' Yousef Nasser | Basra Internationaal Stadion, Basra Toeschouwers: 45.851 Scheidsrechter: Ma Ning (CHN) |

|                                                                                |                                         |       |                   | |
| 25 maart WK 2026 kwalificatie Derde ronde «onderlinge duels» 21:15 uur (UTC+3) | Palestina                               | 2 – 1 | Irak              | Amman Internationaal Stadion, Amman (Jordanië) Toeschouwers: 7.305 Scheidsrechter: Khalid Al-Turais (KSA) |
| 25 maart WK 2026 kwalificatie Derde ronde «onderlinge duels» 21:15 uur (UTC+3) | Wessam Abou Ali 88' Ameed Mahajna 90+7' |       | 34' Aymen Hussein | Amman Internationaal Stadion, Amman (Jordanië) Toeschouwers: 7.305 Scheidsrechter: Khalid Al-Turais (KSA) |

|                                                                              |      |   |            |                                                            |
| 5 juni WK 2026 kwalificatie Derde ronde «onderlinge duels» 21:15 uur (UTC+3) | Irak | – | Zuid-Korea | Basra Internationaal Stadion, Basra Scheidsrechter: n.n.b. |
| 5 juni WK 2026 kwalificatie Derde ronde «onderlinge duels» 21:15 uur (UTC+3) |      |   |            | Basra Internationaal Stadion, Basra Scheidsrechter: n.n.b. |

|                                                                               |          |   |      |                                                            |
| 10 juni WK 2026 kwalificatie Derde ronde «onderlinge duels» 21:15 uur (UTC+3) | Jordanië | – | Irak | Amman Internationaal Stadion, Amman Scheidsrechter: n.n.b. |
| 10 juni WK 2026 kwalificatie Derde ronde «onderlinge duels» 21:15 uur (UTC+3) |          |   |      | Amman Internationaal Stadion, Amman Scheidsrechter: n.n.b. |

IFA · A-internationals · Statistieken · Iraaks vrouwenelftal · Irak U21 · Irak U20 · Irak U19 · Irak U18 · Irak U17
1950 – 1969 ·
1970 – 1979 ·
1980 – 1989 ·
1990 – 1999 ·
2000 – 2009 ·
2010 – 2019 ·
2020 − 2029
Afghanistan ·
Algerije ·
Argentinië ·
Australië ·
Azerbeidzjan ·
Bahrein ·
België ·
Bolivia ·
Botswana ·
Brazilië ·
Cambodja ·
Chili ·
China ·
Colombia ·
Congo-Kinshasa ·
Cyprus ·
DDR ·
Ecuador ·
Egypte ·
Estland ·
Filipijnen ·
Finland ·
Ghana ·
Guinee ·
Hongkong ·
India ·
Indonesië ·
Iran ·
Japan ·
Jemen ·
Jordanië ·
Kazachstan ·
Kenia ·
Kirgizië ·
Koeweit ·
Libanon ·
Liberia ·
Libië ·
Macau ·
Maleisië ·
Marokko ·
Mauritanië ·
Mexico ·
Myanmar ·
Nepal ·
Nieuw-Zeeland ·
Noord-Korea ·
Oeganda ·
Oezbekistan ·
Oman ·
Pakistan ·
Palestina ·
Paraguay ·
Peru ·
Polen ·
Qatar ·
Roemenië ·
Rusland ·
Saoedi-Arabië · 
Sierra Leone · 
Singapore ·
Soedan ·
Spanje · 
Sri Lanka ·
Syrië · 
Tadzjikistan · 
Taiwan · 
Thailand · 
Trinidad en Tobago ·
Tunesië ·
Turkije ·
Turkmenistan ·
Uruguay ·
Verenigde Arabische Emiraten ·
Vietnam ·
Zambia ·
Zuid-Afrika ·
Zuid-Jemen ·
Zuid-Korea
CONMEBOL: Argentinië · Bolivia · Brazilië · Chili · Colombia · Ecuador · Paraguay · Peru · Uruguay · Venezuela

UEFA: Albanië · Andorra · Armenië · Azerbeidzjan · België · Bosnië en Herzegovina · Bulgarije · Cyprus · Denemarken · Duitsland · Engeland · Estland · Faeröer · Finland · Frankrijk · Georgië · Gibraltar · Griekenland · Hongarije · IJsland · Ierland · Israël · Italië · Kazachstan · Kosovo · Kroatië · Letland · Liechtenstein · Litouwen · Luxemburg · Malta · Moldavië · Montenegro · Nederland · Noord-Ierland · Noord-Macedonië · Noorwegen · Oekraïne · Oostenrijk · Polen · Portugal · Roemenië · Rusland · San Marino · Schotland · Servië · Slovenië · Slowakije · Spanje · Tsjechië · Turkije · Wales · Wit-Rusland · Zweden · Zwitserland

AFC: Australië · China · Irak · Iran · Japan · Libanon · Oezbekistan · Oman · Qatar · Saoedi-Arabië · Syrië · Verenigde Arabische Emiraten · Vietnam · Zuid-Korea

CAF: Algerije · Burkina Faso · Congo-Kinshasa · Egypte · Ghana · Ivoorkust · Kaapverdië · Kameroen · Mali · Marokko · Nigeria · Senegal · Tunesië · Zuid-Afrika

CONCACAF: Canada · Costa Rica · Curaçao · El Salvador · Honduras · Jamaica · Mexico · Panama · Suriname · Verenigde Staten

OFC: Nieuw-Zeeland